# Турция для турок
Турция для турок (тур. Türkiye Türklerindir) — известная турецкая националистическая максима, произнесённая отцом-основателем Турецкой республики Мустафой Кемалем Ататюрком, обозначающая принадлежность Турции к турецкой нации. 

## История
Лозунг «Турция для турок» произнёс Ататюрк в 1921 году, в ходе интервью Associated Press. Тогда Ататюрк сказал: Мы твердо решили изгнать греков из Анатолии, даже если нам придется сражаться годами. Турция принадлежит туркам. Этот лозунг был использован в контексте войны за независимость Турции, когда современное турецкое государство только начинало формироваться.
Лозунг популярен среди турецких националистов. В частности, турецкая националистическая Хорошая партия использует этот лозунг.

## Использование в газете Hürriyet

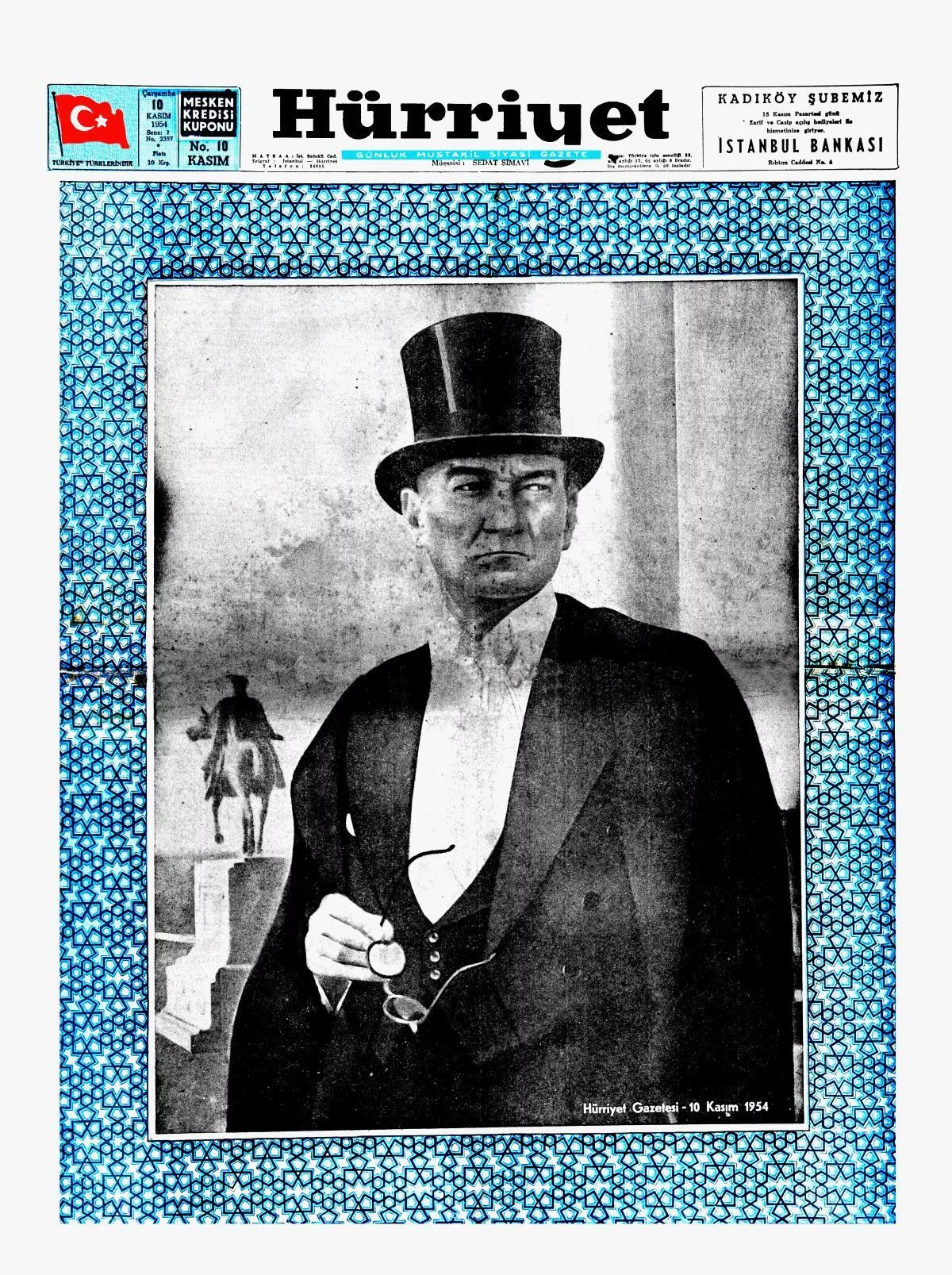
Газета Hürriyet с использованием лозунга

Известная турецкая политическая газета Hürriyet (с турецкого Свобода) стала использовать этот лозунг в 1949 года. Использование этого лозунга было обосновано заботой о турках в Европе.